# 伊納大橋
伊納大橋（いのうおおはし）は、北海道旭川市の石狩川に架かる道路橋梁。

## 橋梁諸元
- 種別 - 鋼道路橋
- 形式 - 3径間連続鈑桁
- 橋長 - 327.6m
- 幅員 - 8.50m
- 完成年度 - 1986年（昭和61年）

## 地理
上流側に江神橋が、下流側には木橋の神居大橋が架かっている。

## 周辺
- 伊納駅(2021年3月13日廃止)
- 国道12号（神居国道）